# Соколова, Елена Владимировна
Еле́на Влади́мировна Соколо́ва (27 декабря 1979 г., г. Бухара, Узбекская ССР) — российская легкоатлетка, специалистка по бегу на длинные дистанции и марафону. Выступала как элитная спортсменка в 2005—2014 годах, чемпионка России в беге на 10 000 метров, участница чемпионата Европы в Барселоне. Представляла Москву. Мастер спорта России международного класса.

## Биография
Елена Соколова родилась 27 декабря 1979 года в Москве.
Увлеклась бегом в возрасте 11 лет. Занималась лёгкой атлетикой в Школе высшего спортивного мастерства (ШВСМ, г. Москва) под руководством тренеров Анатолия Николаевича Орлова и Владимира Анатольевича Божко.
Впервые заявила о себе в сезоне 2005 года, выиграв международный турнир по бегу по шоссе в Москве на дистанции 10,6 км.
В 2006 году стала чемпионкой Москвы в беге на 5000 метров, стала пятой в беге на 10 000 метров на чемпионате России в Туле, выступила на нескольких шоссейных соревнованиях в Швейцарии.
На чемпионате России 2008 года в Казани была девятой на дистанции 5000 метров и шестой на дистанции 10 000 метров.
В 2009 году дебютировала на марафонской дистанции, в частности финишировала восьмой на Марафоне «Александр Великий» в Салониках (2:44:45) и шестой на Венецианском марафоне (2:31:54). На чемпионате России в Чебоксарах стала четвёртой в дисциплине 5000 метров и седьмой в дисциплине 10 000 метров.
В 2010 году заняла одиннадцатое место на Римском марафоне (2:38:03) и с личным рекордом пришла к финишу восьмой на Франкфуртском марафоне (2:28:01). На Мемориале братьев Знаменских в Жуковском финишировала третьей в дисциплине 10 000 метров и завоевала золотую медаль разыгрывавшегося здесь чемпионата России. Попав в основной состав российской национальной сборной, выступила в той же дисциплине на чемпионате Европы в Барселоне, где в конечном счёте расположилась на пятой строке итогового протокола (изначально финишировала седьмой, но в связи с дисквалификацией двух спортсменок переместилась на пятое место).
В 2011 году стала одиннадцатой на Марафоне Тэгу (2:36:21), выиграла бронзовую медаль на чемпионате России по полумарафону в Чебоксарах.
На чемпионате России 2012 года закрыла десятку сильнейших в беге на 5000 метров, тогда как в беге на 10 000 метров сошла с дистанции и не показала никакого результата.
В 2014 году с результатом 3:08:40 заняла 70-е место на Берлинском марафоне и на том завершила карьеру профессиональной спортсменки.
Окончила Московский государственный университет по специальности журналиста и Российский государственный университет физической культуры, спорта, молодёжи и туризма по специальностям спортивной реабилитации и сестринского дела.
В настоящее время работает частным тренером по бегу, автор ряда статей беговой тематики.